# Comité technique permanent de la sélection
Sous tutelle du ministère de l'Agriculture et de l'Alimentation (France), le Comité technique permanent de la sélection (CTPS) est l'instance de consultation de l'ensemble des parties prenantes de la filière semences et plants (y compris d'arbres forestiers et fruitiers). Il est chargé de la gestion du catalogue officiel des espèces et variétés.   
Le ministre de l'Agriculture nomme pour une durée de trois ans le président, le vice-président et le secrétaire du CTPS.

## Rôle
- Recueille des informations,
- Propose une politique pour le ministère,
- Élabore les règlements d'inscription des variétés de semences au catalogue officiel des espèces et variétés,
- Propose l'inscription de nouvelles variétés au ministre,
- Participe aux définitions des règles techniques concernant la production des semences.

## Statuts
Le CTPS est une commission administrative à caractère consultatif placé auprès du ministre de l’Agriculture. Il ne dispose pas de budget. Ses missions sont définies aux articles D. 661-1 à 11 du code rural et de la pêche maritime.

## Histoire
- Créé par le décret no 594 du 24 février 1942 sous l’appellation de Comité technique paritaire des semences.
- L’arrêté du 27 mai 1942 en fixe la composition.
- Le décret du 2 février 1984 crée les sections spécialisées
- le décret du 14 janvier 1993 réorganise le CTPS

## Composition
Le comité plénier et les sections sont composés d’autant de membres du secteur public que du secteur privé. Le secteur public est représenté en particulier par les ministères de l’Agriculture et celui de l’Ecologie ainsi que par des scientifiques d’organismes publics de recherche comme l’INRA. Pour le secteur privé, l’ensemble des acteurs de chaque filière est représenté : obtenteurs, entreprises et agriculteurs multiplicateurs de semences, agriculteurs utilisateurs de semences, industriels utilisateurs des produits de récolte, instituts techniques et représentants de la société civile.

### Comité plénier
Le comité plénier définit les grandes orientations du CTPS. ll traite des thèmes communs à l'ensemble des instances du CTPS (comité scientifique, sections) et veille à la coordination de leur action. Il suit et supervise les activités des sections.

### Comité scientifique
Le comité scientifique donne son avis sur les possibilités d'application des acquis les plus récents des sciences fondamentales dans le domaine des variétés et des semences. Il est chargé d'étudier les problèmes scientifiques posés par la sélection et la production des semences.

### Les sections
Le CTPS est composé de 14 sections réparties par espèce ou groupe d'espèces : arbres forestiers, arbres fruitiers, betteraves et chicorée industrielle, céréales à pailles, colza et autres crucifères, lin et chanvre, maïs et sorgho, plantes fourragères et à gazon, plantes ornementales, plantes potagères, plantes protéagineuses, pomme de terre, tournesol-soja-ricin et vigne.
Chaque section, pour le groupe d'espèces qui relève de son attribution, propose au ministre de l'Agriculture les règlements techniques d'inscription au catalogue officiel et l'inscription, l'ajournement ou la radiation des variétés.

## Concernant les arbres et forêts
Le comité donne aussi des avis et oriente la recherche en matière de génétique forestière dans le sens des intérêts commerciaux de la filière bois-papier-cellulose ; Selon Lefèvre et Collin E (2012)« Depuis 20 ans, la politique nationale de gestion des RGF est coordonnée grâce à deux commissions » : 
- « la CRGF qui propose et met en œuvre la politique de conservation, et »
- « la section Arbres Forestiers du Comité technique permanent de la sélection qui coordonne les actions de valorisation commerciale ».